# 胡承谋
胡承谋，泾县人，清朝政治人物。进士出身。
康熙三十九年（1700年）庚辰科進士。雍正二年接替杨宴任福州府知府一职，雍正五年由杨宏绪接任。